# قلعة أردلان
قلعة أردلان (بالفارسية: قلعه اردلان) هي قلعة تاريخية تعود إلى عصر القاجاريون، وتقع في مقاطعة تويسركان.